# イシス

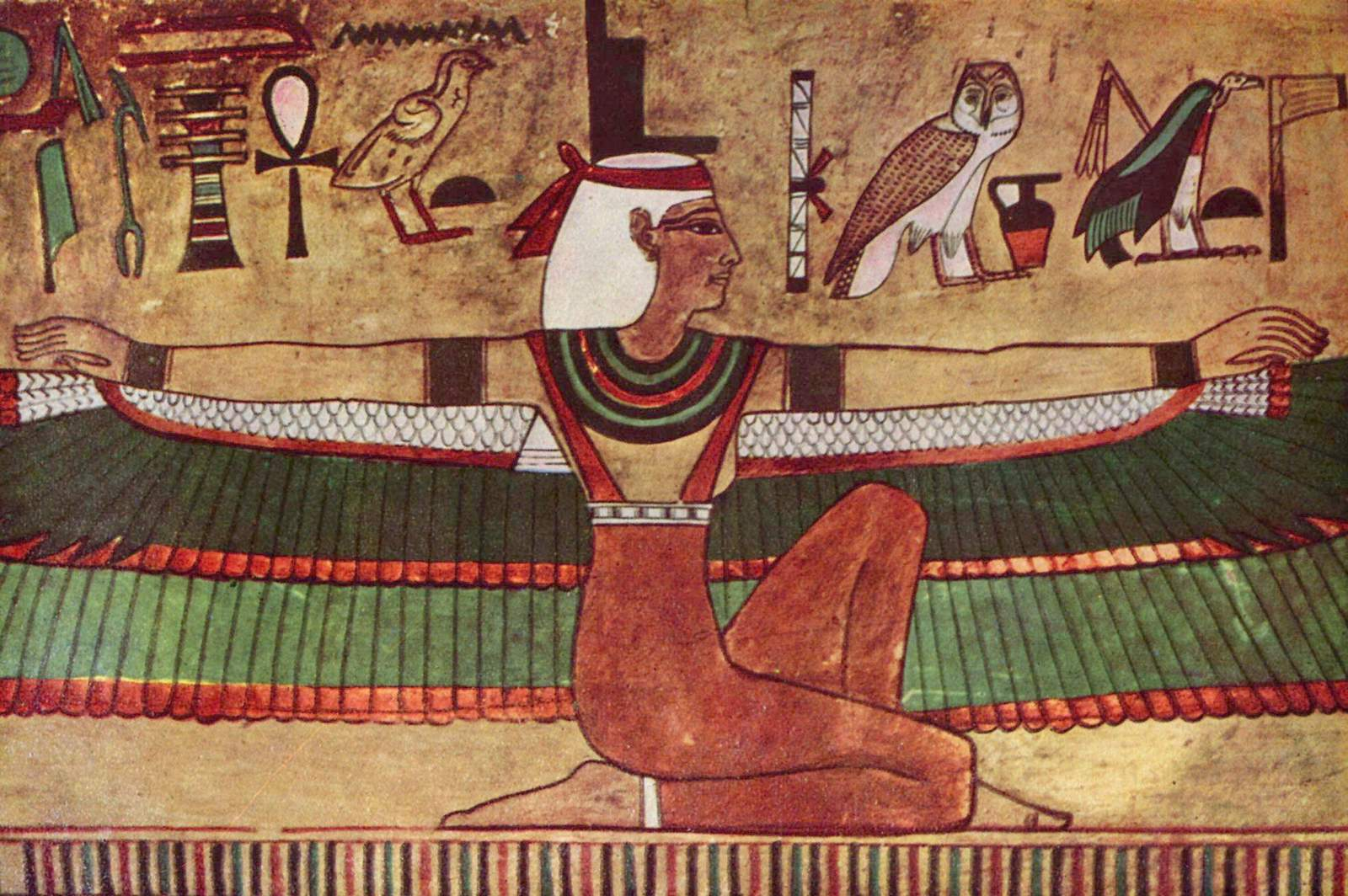
女神イシス（紀元前1360年頃の壁画）

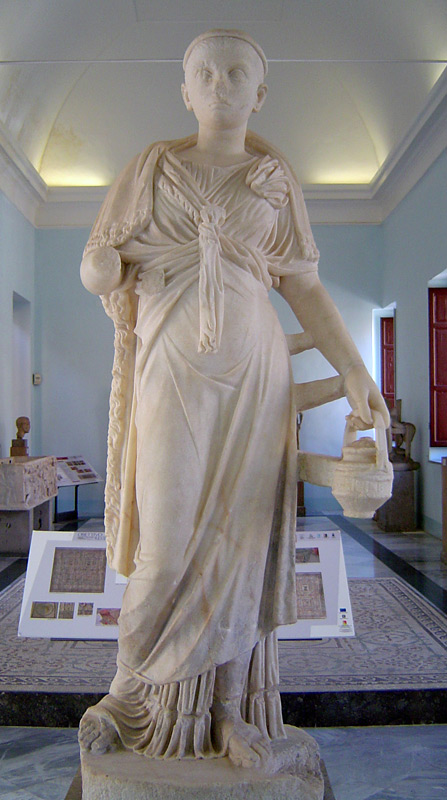
イシスの女司祭（2世紀ローマの立像）

イシス (Isis) は、エジプト神話における豊穣の女神。ヘリオポリス九柱神に数えられる。
現代では、女らしさとしての母性の概念を擬人化・具現化した女神として女性に人気があるが、これは19世紀半ば以降に西洋の秘教やオカルトの世界での再解釈によるものである。古代のイシスと現代のイシスの共通点はほとんどない。

## 概要
大地の神ゲブを父に、天空の女神ヌトを母に持つ。二柱の間に生まれた四柱の神々の次姉。冥界の神オシリスは兄、戦いの神セトは弟、葬祭の女神ネフティスは妹である。
配偶神は兄オシリス。オシリスと習合した豊穣の神ミンも配偶神とすることがある。オシリスとの間に天空の神ホルスを成し、オシリスとネフティスの間に生まれた不義の子アヌビスを養子として育てた。
また、息子ホルスを夫としたとする神話もあり、ホルスの4人の息子を成したとされる。
ホルスの4人の息子では、死者の肝臓を守る神イムセティを守護する。
司る神性は豊穣のみならず、後の神話では玉座（王権）の守護神、魔術の女神の性格を持つようになり、ヌビアのフィラエ島やナイル河畔のサイスに大規模なイシス女神を祀るイシス神殿が造られるなど、古代エジプトで最も崇拝された女神となった。

## 外見
外見は、背中にトビの翼を持った女性として表される。後にハトホルに代わって信仰を集めるようになると頭部に牛の角と太陽円盤を持った女性としても表されるようになる。名前は「椅子」という意味を持ち、玉座（現世の王権）を神格化した女神ともされ、その場合は、頭頂に玉座を載せた姿で表される。これは、夫オシリスや息子ホルスを守る者を意味する。
さらに時代を下ると、ギリシアの女神デーメーテールのシンボルである松明や麦の穂を持った女性としても現されるようになった。

## 名称
イシス（イーシス）は古代ギリシア語であり、古代エジプトではアセトと呼ばれた。

## 神話
神話では、セトと対峙した際に銛を投射し、ホルスに誤射した後、セトを瀕死の重傷にしている。またセトの陰謀でオシリスが行方不明になった時、ギリシアまで彼を探し、セトに殺されバラバラにされたオシリスの遺体を集めて（ただし男根は見つからなかった。魚に食べられたと言われる）繋ぎ合わせトトとアヌビスの協力を得て復活させるなど生と死を操る強大な魔力を持つ。さらに息子ホルスに権力を与えるため、ラーの垂らした唾液を含んだ泥から毒蛇を作りラーの通る道に潜ませ、毒蛇に咬まれたラーを解毒する代わりに彼の魔力と支配権を得るなど陰謀を巡らす一面を持つ。
このようにオシリスとイシスの伝説では、献身的な母や妻としての性格が強く描かれているが、他の神話的物語では、強力な魔術師的存在として描かれ、そのため魔術の女神ともされ、中世ヨーロッパではイシスは魔女の元祖とされることもある。

## 信仰の歴史

### イシス信仰の誕生と隆盛
イシスの起源については定かではなく、イシス単体を祀った神殿や町は初期の頃には存在せず常に夫オシリス神の陪神として扱われた。しかしながら、ピラミッド・テキストには既に何度も登場しているため古い起源を持つ女神である。また、古くはホルス神の母ではなかったとされ、その性格は女神ハトホルが担っていたとされる。
時代が下ってオシリスとイシスの伝説が生まれ、広まっていく事によってハトホルと共にホルス神の母という性格を持つようになる。もっともホルス神も非常に古い起源を持つことから、大ホルスと小ホルスという出自や神性が異なるために便宜的に大ホルスの母が女神ハトホル、小ホルスの母が女神イシスという見方もできる。次第にイシスとハトホルは習合・同一視され、イシス信仰は広がりを見せた。
紀元前1千年紀頃には地中海沿岸全域に広がり、ギリシャでは、デーメーテールと同一視され、共和政末期にはローマへも持ち込まれて発展し、200年頃にはほぼローマ帝国全域で信仰された。
ギリシア・ローマ時代にはアレクサンドリア港の守護女神や航海の守護女神としての性格を持つようになり、「天上の聖母」「星の母」「海の母」などの二つ名を得て、7世紀にはブリテン島にまで及んだ。

### イシス信仰の消滅
驚異的な隆盛を見せたイシス信仰だが、イシスは処女のまま子供（ホルス）を身ごもったために、信者が基本的に女性に限られた。また、信者の女性が一定期間の純潔を守ることを教義としたために男性からの評判が悪く 衰退し、やがてキリスト教の隆盛に伴って、マリア信仰に取って代わられた。
「ホルスに乳を与えるイシス女神」像などは、イエスの母・マリアへの信仰の原型といわれる。エジプトにコプト派キリスト教が広まるとイシス神殿は聖母マリアを祀る教会として使用された。

## 近現代における「女性」の女神としての再創造

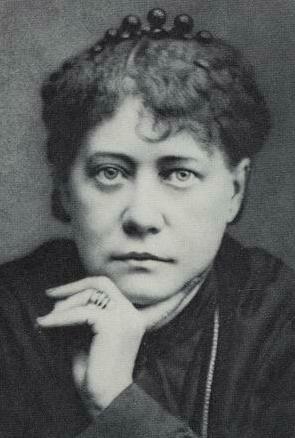
ヘレナ・P・ブラヴァツキー

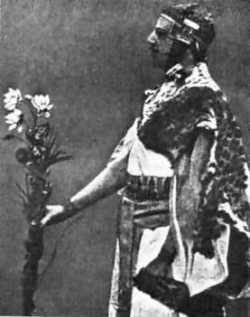
マグレガー・メイザース

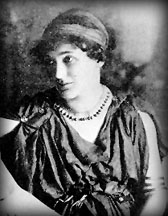
フローレンス・ファー

イシスは現代では、ニューエイジ（スピリチュアル系）、魔術、オカルト、癒し等で、女性性の強さの体現、神聖なる女性性の復活の象徴、生殖と母性の女神、妻であり母であり癒しの女神等、女性をエンパワーメントする存在として人気を集めている。現代のイシスは、古代の女神の名を冠してはいるが、両者の共通点はほとんどなく、19世紀半ば以降に西洋の秘教やオカルトの世界で行われたエジプトの宗教の再解釈の結果であり、現代の大衆文化にまで及んでいる。現代のイシスは、自然とエネルギーに関するジェンダー的な解釈を結びつけ、女らしさとしての母性の概念を擬人化・具現化したものである。
こうしたイシスの現代的なイメージは、黄金の夜明け団の後続団体に所属した20世紀のオカルティストダイアン・フォーチュンが、「すべての女性はイシスである」と書いたことから形成されたと言われるが、実施のところ、19世紀後半の神智学協会の創始者のヘレナ・P・ブラヴァツキーと黄金の夜明け団のマグレガー・メイザースの教えに遡ることができる。
19世紀イギリスのヴィクトリア朝の人々は、科学の台頭、無限の経済成長という幻想の消滅、キリスト教の失墜の中で、「世界への幻滅」を埋め合わせるものを必要としており、 これに応える形で近代オカルティズムが盛り上がり、エジプトの宗教などの異教リバイバルもブームになっていた。ブラヴァツキーの最初の著作は『ヴェールを脱いだイシス』（1877年）で、イシスを「母なる自然」と解釈しており、本書の成功でイシスはヴィクトリア朝の異教リバイバルの中心的存在となった。研究者のジェシカ・A・アルブレヒトは、イシスに関する再創造された幅広い解釈は、黄金の夜明け団・神智学協会のフロレンス・ファーや神智学協会のフランシス・スウィニーなど国際的に知られたオカルティストのフェミニストらによって、1900年代にはすでに西洋に流布しており、優生学運動との関わり合いにより、生殖と女性のエンパワーメントに結びついた今日的なイシスのイメージが形成されたと指摘している。
神智学協会は厳格な教義を持たないが、その教えの大部分は「人種の進化」に基づいていた。当時の西洋では、多くの人が人種の退化（変質）に対する恐怖を抱えており、それを防ごうと優生学運動が起こり、フェミニストも活発に活動した。オカルト・リバイバルは優生運動と重なり合っており、これに参加した女性の神智学徒達は、男性と結び付けられることが多かった「超人」や天才に関する一般的な考えを覆し、イシスを母であり超人として解釈し、人類の進化は「超女性」によってもたらされるだろうと語った。ジェシカ・A・アルブレヒトは、彼女たちはブラヴァツキーのイシスの解釈を受け、女性である神というものを優生フェミニズム的に解釈し、イシスは宗教的優生学で女性というジェンダーの象徴として利用されるようになったとしている。これが現代のイシス解釈の根源の一つであり、ジェンダー化された神という思想の普及につながったのだという

## 余談
サイスのイシス神殿の銘文「わが面布を掲ぐる者は語るべからざるものを見るべし」は、真理の性格をあらわすものとしてヨーロッパで好んで引用された 。ノヴァーリスの『サイスの弟子たち』は、イシス神殿の学生たちを登場人物としたものである。